# Ã
Ã/ã یا Aی مدک‌دار حرفی لاتین است که در چند زبان گوناگون مورد استفاده‌است. در زبان پرتغالی این حرف نشان دهندهٔ واکه خیشومی [ɐ̃] است. جز پرتغالی این حرف در زبان‌های آرومانی، ویتنامی، گوارانی، کاشوبی و تا کاربردی‌است. در زبان ویتنامی ای مدک‌دار آوای [a:] را می‌رساند.
در الفبای آوانگاری بین‌المللی /ã/ نشان‌دهندهٔ واکهٔ خیشومی ناگرد جلویی باز می‌باشد.